# Sängvätning
Sängvätning innebär ofrivillig tömning av urinblåsan under sömn. Den medicinska termen är nocturn enures medan en vardaglig term är "kissa i sängen". 
Primär sängvätning innebär att personen varit sängvätare sedan födseln medan sekundär sängvätning är sängvätning som återkommit efter en längre tid. En majoritet av alla barn är torra i sängen från sex års ålder, medan en minoritet ännu är sängvätare. Andelen sängvätare bland vuxna ligger mellan 0,5 och 2,3 procent. 
Sängväta eller nattväta är andra ord för det medicinska begreppet enures. Uppskattningsvis lider 1 av 10 barn i den tidiga skolåldern av sängväta. Forskning visar att sängväta beror på tre mekanismer som påverkar var för sig eller i kombination med varandra. 
- Sömn verkar ha stor betydelse då så gott som alla barn med sängväta är svåra att väcka och vaknar inte av  urinblåsans signaler.
- Många barn med sängväta har en överproduktion av urin, polyuri. Urinblåsan blir då full innan natten är över.
- Vissa barn har en överaktiv blåsmuskel som gör att blåsan drar ihop sig för tömning oavsett om blåsan är full eller ej.

För sängvätare finns det olika behandlingsalternativ. Ett alternativ är att avvakta eftersom sängvätning ofta försvinner med tiden. För att hantera symtomen används då vanligen en nattblöja. Kisslarm eller med en formell term enureslarm har länge varit en del i behandlingen av sängvätande barn. Larmet ringer när barnet kissar under sömnen och finns i ett flertal olika märken och utföranden. 
Sängvätning kan bero på brist på vasopressin, ett hormon som hämmar urinproduktionen under natten. Detta kan behandlas med läkemedel som kompenserar för bristen på vasopressin. En nackdel med vasopressin är dock att det ofta endast leder till en viss minskning av urinmängden och inte att sängvätning upphör. Läkemedlet kan även ge upphov till biverkningar och det förändrar inte den underliggande benägenheten till sängvätning. Det innebär att när läkemedelsbehandlingen upphör återkommer sängvätningen. För en minoritet finns en sådan påtaglig ärftlig benägenhet till sängvätning att den fortsätter under ungdomsåren till vuxen ålder. Moderna nattblöjor är dock så effektiva att dessa personer i allmänhet ändå kan få en god livskvalitet.
Barn och ungdomar som kissar på sig och som har blivit stora nog att uppleva detta som ett problem – i regel kring sex års ålder – bör få hjälp. Oftast innebär detta en individuellt avpassad nattblöja men även plastade lakan kan vara till hjälp. 
I Sverige är den instans som i första hand ska hjälpa barnen primärvården eller, för barn i skolåldern, skolhälsovården. När distriktsläkare, skolsköterska eller skolläkare inte lyckas komma till rätta med problemet remitteras vidare till närmaste barnmottagning. Det är också möjligt att själv söka till barnmottagningen.